# Чатыр-Тау
Чатыр-Тау (с тат. — «Шатёр-Гора») — гора и государственный природный заказник регионального значения комплексного профиля, одна из самых высоких точек Татарстана. Занимает вершину высотой 321,7 м и склоны хребта в 7 км от города Азнакаево.
Чатыр-Тау нередко обозначают на географических картах как хребет (единственный в Татарстане), однако по своему происхождению это останец, то есть ландшафт принял форму хребта не из-за тектонических поднятий, а вследствие эрозии окружающих его долин.

## Фауна

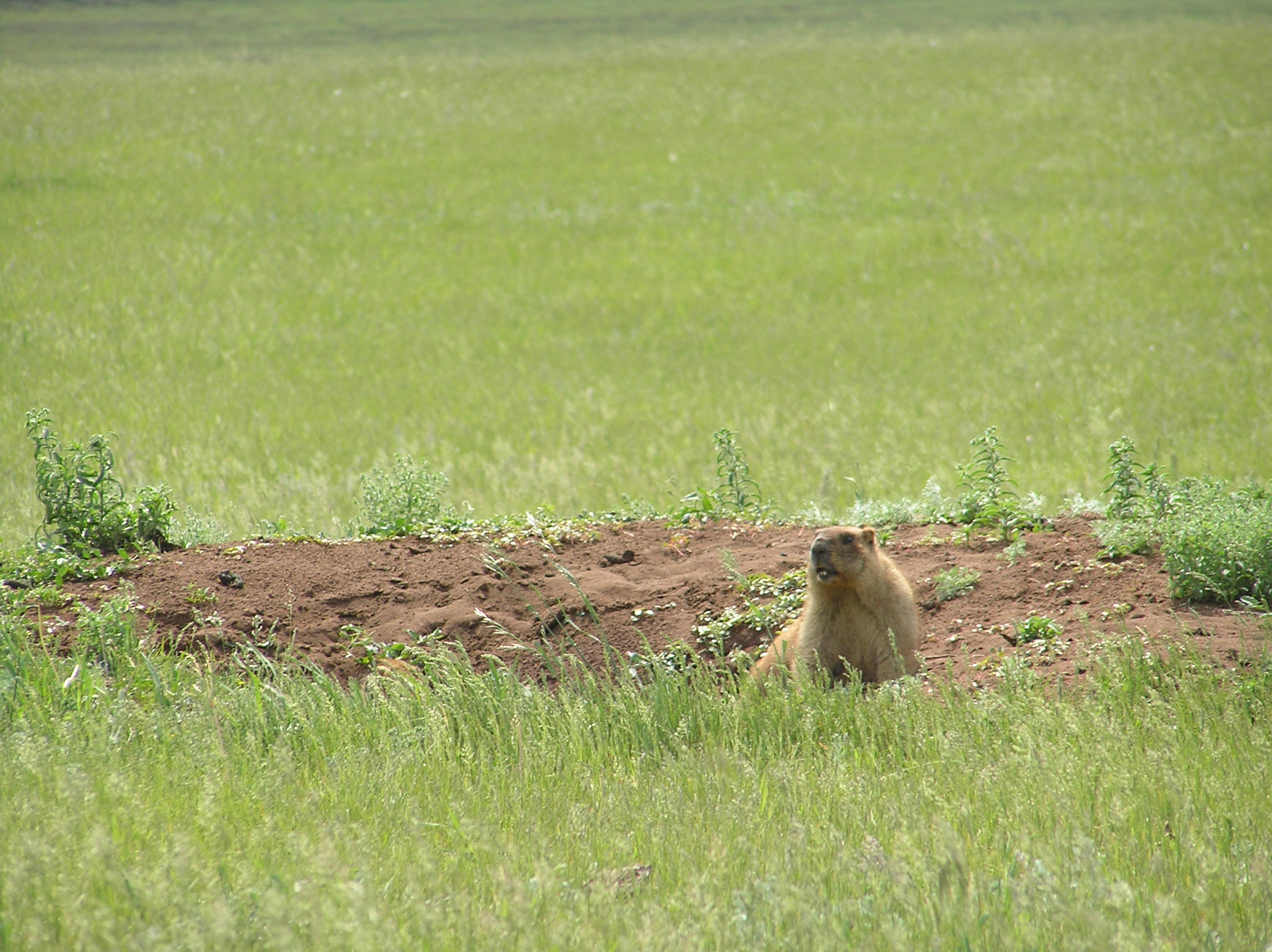
Чатыр-Тау. Сурки

У подножия склона и в распадках обитает колония обыкновенных (степных) сурков, а также обыкновенная слепушонка, хомячок Эверсмана, серый хомячок и степная пеструшка, у которых Чатыр-Тау — северная граница ареалов.

## История
В XVIII веке на склонах горы добывалась медь. П. С. Паллас, проезжавший здесь в 1772 году, писал: «Через 10 верст от Чалпы приехали мы к деревне и реке Сугоят, которая между берегами, состоящими из красноватого илу, течет по слоям известкового камня. Здесь живут также Уфяне и Казанские татары и имеют в деревне мечеть. Несколько далее достигли мы малой Сугоят, и потом Сапей ауль, до большой Татарской деревни с мечетью при р. Вердшель лежащей, имеющей своё название от некоего Башкирца, коего потомки там по сие время живут. В сей стране по левую сторону дороги и от помянутой деревни прямо на восток видна высокая слоистая гора, которая к нарочито высокому Шатырь-Тау возвышаясь подымается…» Несмотря на сильную грозу Паллас поднялся к вершине горы и посетил один из медных рудников находившихся в её отрогах.
Чатыр-Тау является государственным природным заказником комплексного значения согласно Постановлению Кабинета Министров Республики Татарстан от 18 июля 2005 г. N 353 "Об утверждении Положения о государственном природном заказнике регионального значения комплексного профиля «Чатыр-Тау».
Западные склоны Чатыр-Тау покрыты многочисленными отвалами штолен. В кадастр внесены 57 штолен, отмечено несколько десятков провалов и оплывших воронок небольших шахт и разведочных шурфов. На одном из участков, расположенном в лесной зоне, был обнаружен открытый, но довольно сильно замытый вход в штольню.
Согласно легенде, на этой горе стоял со своим войском Емельян Пугачев; существуют легенды о пещерах на вершине горы с сохранившимся арсеналом старинного оружия.
Склоны Чатыр-Тау пользуются популярностью у парапланеристов.